# محطة هافن للطاقة النووية

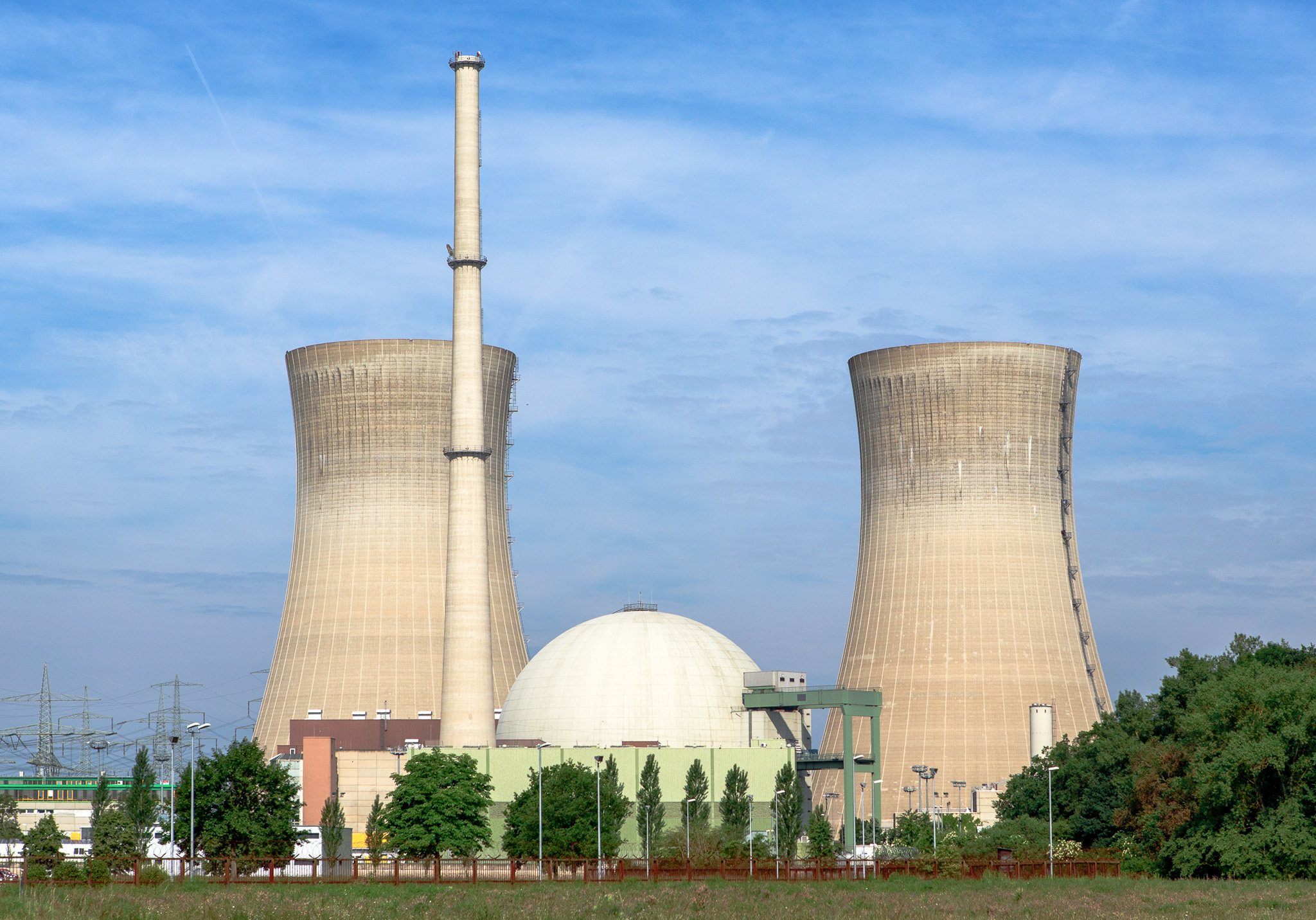
محطة للطاقة النووية

محطة هافن للطاقة النووية هي عبارة عن محطة طاقة نووية مقترحة في هافن بولاية ويسكونسن شمال شيبويجان في موقع عسكري مغلق يسمى كامب هافن.

## نبذة
تم اقتراح المحطة في السبعينيات من قبل شركة ويسكونسن إلكتريك، ولكن لم يتم بناؤها. تم اقتراح إنشاء مفاعلين بواسطة الماء المضغوط بقدرة 900 ميغاواط في ويستنجهاوس في عام 1973.

## الإلغاء
تم إلغاء المفاعل الأول في عام 1978، وتم إلغاء المفاعل الثاني في عام 1980.